# Baldred

Baldred fue rey de Kent, desde 823 hasta 826 u 827. Ceolwulf I, rey de Mercia, había gobernado Kent directamente, pero en 823 fue depuesto por Beornwulf, y, más o menos en la misma época, los acuñadores de Canterbury comenzaron a emitir monedas en nombre de Baldred, rey de Kent. Es incierto si era o no un rey independiente o un sub-rey de Mercia. En 826 u 827 fue expulsado por Æthelwulf, hijo de Egberto de Wessex, y Kent fue gobernado directamente por Wessex desde entonces.